# Aristida tsangpoensis
Aristida tsangpoensis là một loài thực vật có hoa trong họ Hòa thảo. Loài này được L.Liou mô tả khoa học đầu tiên năm 1987.